# Время для звёзд
«Время для звёзд» (англ. Time for the Stars) — научно-фантастический роман Роберта Хайнлайна, впервые опубликованный в 1956 году. В основу романа положен парадокс близнецов.

## Сюжет
Фонд Поощрения Перспективных Исследований (ФППИ), некоммерческая организация, вкладывающая деньги в долгосрочные перспективные исследования, строит двенадцать исследовательских космических кораблей для поиска пригодных к колонизации планет в других звёздных системах. Так как путешествия длятся много лет, каждый корабль имеет на своём борту как минимум одну замену для каждого члена экипажа.
В ходе других исследований этой же организации найдено, что некоторые близнецы и тройни могут общаться друг с другом телепатически. Также обнаружено, что передача информации таким способом мгновенна и не ослабляется при увеличении расстояния, что делает его единственным практическим средством для связи с кораблями, путешествующими на расстояние многих световых лет от Земли. Организация, прежде чем объявить об открытии, находит как можно больше способных к телепатии близнецов.
Главные герои романа, близнецы Том и Пэт Бартлетт, решают, кто из них полетит в космос, а кто останется на Земле в качестве приёмника. Являясь доминирующим, Пэт устраивает всё так, что на базу для подготовки уезжает он, однако в глубине души он боится лететь и его подсознание подстраивает несчастный случай, в результате чего в последний момент близнецы вынуждены поменяться местами.
Судно посещает несколько звёздных систем. Из-за природы релятивистского путешествия близнец, который остаётся дома, стареет быстрее, и в конечном счёте близость между ними ослабляется до такой степени, что они больше не в состоянии легко общаться. Однако выясняется, что некоторые из путешествующих близнецов, включая главного героя, в состоянии наладить связь с потомками земных близнецов. Том работает с дочерью Пэта, потом с его внучкой, и наконец, с его правнучкой.
Последняя разведанная планета оказывается заселённой враждебно настроенными амфибиями, которые захватывают и убивают значительную часть оставшейся команды, включая родного дядю Тома и капитана. Запасной капитан вступает в должность, но неспособен восстановить мораль оставшихся в живых. Когда он настаивает на том, чтобы продолжать миссию вместо того, чтобы возвратиться на Землю, команда начинает готовиться к мятежу.
Вскоре после того, как он сообщает на Землю о страшной ситуации, они удивлены услышать, что космический корабль будет рядом с ними меньше чем через месяц. Оказывается, что учёные, в основном благодаря исследованиям природы телепатии, уже обнаружили более быстрый способ путешествия, чем со скоростью света. Исследователи возвращаются на Землю, которую они с трудом узнаю́т. Том встречается с родственниками и женится на своём последнем телепатическом партнёре, правнучке Пэта.

## Приём
Рецензент «Galaxy» Флойд Гейл оценил роман как «захватывающую историю», отметив, что «сюжетные повороты застанут вас врасплох, а образы персонажей порадуют».